# نظام الصرف المستدام

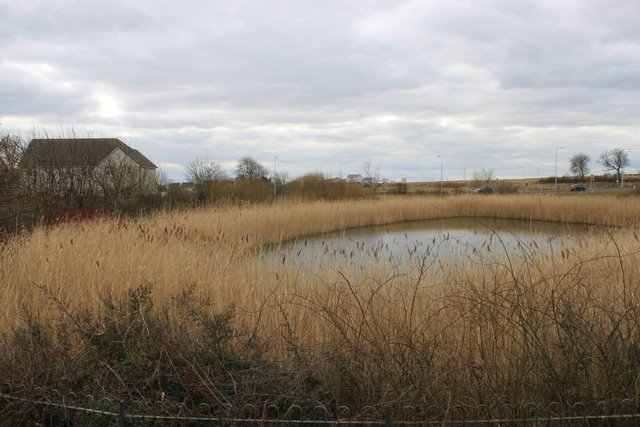

أنظمة الصرف المُستدامة (المعروفة أيضًا بـ SuDS أو SUDS أو أنظمة الصرف الحضرية المستدامة)، وهي مجموعة من ممارسات إدارة المياه التي تهدف إلى مواءمة أنظمة الصرف الحديثة مع عمليات المياه الطبيعية. تجعل جهود أنظمة الصرف المُستدامة من أنظمة الصرف الحضرية أكثر توافقًا مع مكونات دورة المياه الطبيعية مثل فيضانات عرام العواصف، وتخلل التربة، والترشيح الحيوي. تأمل هذه الجهود إلى التخفيف من تأثير التنمية البشرية الحاصلة أو التي قد تؤثر على دورة المياه الطبيعية، ولا سيما توجهات الجريان السطحي وتلوث المياه. شاع استخدام أنظمة الصرف المُستدامة في العقود الأخيرة، نتيجة ازدياد فهمنا لكيفية تأثير التنمية الحضرية على البيئات الطبيعية، بالإضافة إلى ازدياد الاهتمام بشأن قضايا تغير المناخ والاستدامة. غالبًا ما تستخدم أنظمة الصرف المُستدامة عناصر مبنية تحاكي السمات الطبيعية، وذلك بهدف دمج أنظمة الصرف الحضرية مع أنظمة صرف الطبيعة أو الموقع بأكبر قدر ممكن من الكفاءة والسرعة.

## نبذة تاريخية عن أنظمة الصرف
عُثر على أنظمة الصرف في المدن القديمة التي يزيد عمرها عن 5000 عامًا، بما في ذلك حضارات المينوسية ونهر السند والفارسية وبلاد الرافدين. ركزت أنظمة الصرف هذه في الغالب على الحد من الأضرار الناجمة عن الفيضانات المحلية ومياه الصرف الصحي. شكلت الأنظمة البدائية المصنوعة من الطوب أو القنوات الحجرية حجر الأساس لتقنيات الصرف الحضرية لقرون. استخدمت مدن روما القديمة أيضًا أنظمة تصريف لحماية المناطق المنخفضة من فيضانات مياه الأمطار. دُمجت أنظمة الصرف الحضرية في البنية التحتية لإمدادات المياه للمرة الأولى بمثابة دورة مياه مُشتركة في المناطق الحضرية، وذلك عندما بدأ بُناة قنوات المياه الرومانية ببنائها بهدف جلب المياه العذبة إلى المدن.
لم تظهر أنظمة الصرف الحديثة حتى القرن التاسع عشر في أوروبا الغربية، على الرغم من أن معظم هذه الأنظمة بُنيت في المقام الأول للتعامل مع قضايا الصرف الصحي الناشئة عن التوسع الحضري السريع. يُعد نظام الصرف الصحي في لندن الذي بُني لمكافحة التلوث الهائل لنهر التمز أحد الأمثلة على ذلك. كان نهر التمز في ذلك الوقت هو المكون الرئيسي لنظام الصرف الصحي في لندن، إذ تركز تصريف المخلفات البشرية في المياه المجاورة للمركز الحضري المكتظ بالسكان. ابتُلي العديد من سكان لندن وحتى أعضاء برلمان المملكة المتحدة بالأوبئة نتيجةً لذلك، بما في ذلك الأحداث المعروفة باسم تفشي وباء الكوليرا في شارع برود عام 1854 وكارثة الرائحة الكريهة عام 1858. أطلق الاهتمام بالصحة العامة ونوعية الحياة عدة مبادرات، ما أدى في النهاية إلى إنشاء نظام الصرف الصحي الحديث في لندن الذي صممه جوزيف بازالغيت. يهدف هذا النظام الجديد بشكل واضح إلى ضمان إعادة توجيه مياه الصرف الصحي بعيدًا عن مصادر إمدادات المياه قدر الإمكان من أجل تقليل خطر الممراضات المنقولة بالمياه. ومنذ ذلك الحين، تهدف معظم أنظمة الصرف الحضرية إلى أهداف مماثلة للوقاية من أزمات الصحة العامة.
أصبحت أنظمة الصرف المُصممة خصيصًا للاستدامة البيئية أكثر شيوعًا في الأوساط الأكاديمية والعملية خلال العقود الماضية، التي أصبح فيها تغير المناخ والفيضانات الحضرية عبارة عن تحديات ملحة بشكل متزايد. يُعد نظام محطة أكسفورد لخدمات الطريق السريع التي صممها متخصصو أنظمة الصرف الحضرية المستدامة، روبرت براي أسوشيتس وشركائه، أول نظام تصريف مُستدام يستخدم سلسلة إدارية كاملة بما في ذلك التحكم في المصدر في المملكة المتحدة. وصف مصطلح أنظمة الصرف المُستدامة نهج المملكة المتحدة لأنظمة الصرف الحضرية المستدامة. قد لا تكون هذه التطورات بالضرورة في مناطق «حضرية»، ولذلك يُسقط الآن جزء «الحضرية» من مصطلح أنظمة الصرف الحضرية المستدامة الآن للحد من الارتباك. توجد في دول أخرى مناهج مُشابهة تستخدم مصطلحات مختلفة مثل أفضل ممارسات الإدارة (بي إم بّي) والتنمية منخفضة الأثر في الولايات المتحدة، والتصميم الحضري المُراعي لحساسية الماء في أستراليا.